# AlphaTauri (marca)
AlphaTauri es una marca de moda fundada en 2016 como una extensión de la marca Red Bull en la industria de la moda. La marca lleva el nombre de la estrella Aldebarán y rinde homenaje a la empresa fundadora, Red Bull. Su sede se encuentra en Salzburgo, Austria.

## Desarrollo
AlphaTauri lanzó su primera campaña para la temporada Otoño/Invierno 2018. La colección de 2018 incluyó parkas, abrigos, camisas, jerséis, camisetas, gorras, cinturones y bolsos. En 2019, se presentó una tienda emergente, que está integrada en un camión y se puede configurar en 20 minutos y tiene un tamaño de alrededor de 60 metros cuadrados. Su primera misión estaba prevista para el otoño de 2020.
En 2020, AlphaTauri lanzó una colección cápsula de ropa térmica desarrollada con Schoeller Textil y Telekom.
Desde su lanzamiento, la marca ha participado en varias ferias de moda internacionales como FashionTech, así como en la semana bianual de la moda de Berlín, donde la marca mostró su uso de la tecnología 3D en el diseño de ropa, a través del laboratorio 3D Knit de la compañía japonesa Shima Seiki.

## Actividades
AlphaTauri desarrolla y patenta sus propias tecnologías textiles, como Taurex, desarrollada en colaboración con la empresa suiza Schoeller Textil AG especializada en el desarrollo y producción de tejidos y tecnologías textiles innovadores.
La marca tenía tres tiendas insignia en 2022, una en Graz, una en Viena y otra en Salzburgo.

## Automovilismo
El equipo de Fórmula 1 Scuderia Toro Rosso pasó a llamarse Scuderia AlphaTauri a partir de la temporada 2020 de Fórmula 1. El francés Pierre Gasly ganó el Gran Premio de Italia de 2020 mientras conducía para el equipo.
AlphaTauri firmó un contrato de dos años con la F1 para convertirse en el proveedor oficial de ropa de moda premium, a partir de la temporada 2022.